# 出口和明
出口 和明（でぐち やすあき、1930年（昭和5年）8月15日 - 2002年（平成14年）6月19日）は、日本の作家、宗教家。大本教祖・出口王仁三郎の孫。
代表作『大地の母』全12巻（出口なお・王仁三郎の伝記であり、大本初期の歴史を描いた小説）。本名以外に「野上竜」「十和田龍」というペンネームで書いた著作もある。
昭和50年代から大本の宗教改革運動に取り組み、仲間たちと共に「いづとみづの会」を設立。昭和60年代には宗教法人「愛善苑」として独立した。

## 生涯

### 出生から青年期
綾部の大本の聖地の中で生まれる。母親は出口王仁三郎の第三女・八重野で、亀岡に住んでいたが、出産の時だけ綾部に滞在していた。生まれた場所は大本の御神体山の頂上（一番の聖域）に建つ穹天閣（きゅうてんかく）という建物で、綾部における王仁三郎の居館だった。
父親は愛媛県出身の佐賀伊佐男で、八重野と結婚して出口家に婿入りし、宇知麿（うちまる）という名を王仁三郎から与えられる。教団の最高幹部として王仁三郎や澄子、直日（王仁三郎の娘で三代教主）らを助けた。
1935年（昭和10年）12月8日、和明が5歳の時、第二次大本事件が起き、祖父母（王仁三郎夫妻）や父（宇知麿）らが投獄される。幼少時は母・八重野よりも、もっぱら養育係の土井清江（大本幹部の土井靖都の妻）によって育てられる。
1944年（昭和19年）京都の同志社中学に入学。大本事件によって「非国民」の烙印が押された出口家や大本信者の子弟は不当な入学差別を受けていたが、特高警察の銅銀松雄の口利きで差別されずに入学できた。
1948年（昭和23年）1月19日に王仁三郎が昇天すると、和明は失意して自分を見失い、2月13日、学校を早退するとそのまま家出をして鳥取の信者が経営する旅館に身を寄せる。新聞記者になりたいと言って同志社中学を四年で退学（当時は五年制）。新宗教の「璽光尊」に興味を持って取材しようと思い立つ（当時、教祖の長岡良子が昭和天皇に譲位を迫り自分が天皇だと宣言したためマスコミが騒いでいた。長岡は「菊花会」という大本系の心霊研究グループに関わっていた時期もある）。璽光尊の本部があった金沢へ行くと、北国新聞社（社長の嵯峨保二は熱心な大本信者）にコネで入社する（父・宇知麿が嵯峨に頼み込んだ）。
1年ほど記者をつとめた後、1952年（昭和27年）早稲田大学露文科に入学する。しかし劇団をつくって演劇に熱中したため、5年間在学したが卒業できずに中退する。在学中に演劇仲間の福田禮子と出会う。禮子は浅利慶太らと共に劇団四季を結成したが、途中で脱退して和明の劇団に移り、学生結婚をする。

### 作家生活
大学中退後、人類愛善新聞記者、貸本屋、喫茶店、飲食店、椙山女学園大学（名古屋市）集団給食実習室主任などの職業を遍歴。1963年（昭和38年）9月、文藝春秋の第二回オール讀物推理小説新人賞を受賞（このとき西村京太郎も一緒に受賞している）。受賞作品は「野上竜」というペンネームで応募した「凶徒」で、「すなお教」という架空の新興宗教団体の内情を描いた推理小説。審査員の松本清張が強く推して受賞した。
和明は宗教の宗家という出口家の宿命から遠ざかりたいと思い、意識的に教団の外を生きた。しかし王仁三郎への敬愛の気持ちから、王仁三郎のために何かしたいと思い、1968年（昭和43年）から歴史小説『大地の母』の執筆を始める。当初は大本の月刊機関誌『おほもと』に連載（同年6月号から）され、後に書籍化された。
当時は名古屋に住んでいたが、1969年（昭和44年）3月25日、執筆に専念するために妻子と共に亀岡に移住。父母が住む「熊野館」（くまのやかた、王仁三郎が晩年生活していた家）の土蔵を書斎にして執筆生活を送る。取材や調査に、妻・禮子が助手として協力した。
『大地の母』執筆にあたり、大本三代教主の出口直日（和明の伯母にあたる）は「いっさい嘘はいけない。事実を曲げてはいけない。真実だけを書くのやで。大本のみぐるしいところも何も全部さらけ出しなさい。たとえ私のみにくい、汚いところがあっても、それも書かないといけません」と厳しく諭した。

### 宗教改革運動
1969年（昭和44年）頃から、出口榮二（直日の長女・直美（教主継承者）の夫）と出口京太郎（直日の第4子で長男）の確執が激しくなってくる。この年は東大安田講堂事件が起きた年で、イデオロギーをめぐる対立が大本内にも影響を与えたこともあり、次第に教団内部の対立が表面化してくる。
1976年（昭和51年）に出口京太郎が大本総長に就任して、教主に次ぐ教団ナンバー2となる。その後、1980年（昭和55年）5月5日に出口京太郎が「王仁三郎」の名を襲名する計画があることを知ると、和明らはそれを阻止するために立ち上がる。同年3月10日に130人の信徒と共に教団改革グループ「いづとみづの会」を設立。株式会社として登記して、教団執行部から潰されないようにした。
1981年（昭和56年）9月、出口榮二があらゆる役職を解任されて教団から追放される。翌1982年2月、和明は、出口昭弘（禮子の兄）、坂田三郎（みな「いづとみづの会」の主要人物）と共に宣伝使を解任される。4月、宗教法人大本を相手取り地位確認等を求めて提訴。5月には四代教主の継承者を、長女の直美から三女の聖子（きよこ）に変更することが、直日によって発表される。
1981年から83年にかけて大本教団執行部は、「いづとみづの会」に賛同したり、出口直美・榮二を支持したりする千数百人の信徒を、「反教団活動」を行ったとして事実上除名する。
改革運動を起こし、教団から除名されて行き場を失った大本信徒たちは、出口直美・榮二を中心とする「出口直美様を守る会」と、和明らを中心とする「いづとみづの会」の二つのグループに分かれた。
「いづとみづの会」を母体として1986年（昭和61年）11月7日に「愛善苑」発足。翌年12月16日に宗教法人として登記する。

### 晩年
出口王仁三郎が有栖川宮熾仁親王の落胤であるという事実の検証や、孝明天皇の予言が書かれた書物（『たまほこのひ可里』という題で、1998年に熊野館で発見された）の解明などに取り組んだ。

## 家族
父
- 出口宇知麿（うちまる） - 大本教主補佐。世界連邦世界協会理事。旧姓・佐賀、本名・伊佐男、宇知麿は宗教名。

母
- 出口八重野（やえの） - 出口王仁三郎の第三女。

妻
- 禮子 - 元・女優。劇団四季の創立メンバー。旧姓・福田。

子
- 汪（ひろし） - 実業家、水王舎会長。東進ハイスクール現代文講師。広島女学院大学客員教授。
- 隆（たかし）
- 恒（ひさし） - 作家。
- 健（たけし）
- あかね - 八幡書店社主・武田崇元の妻。

## 著作

### 大地の母
代表作の『大地の母』は4回書き直している。本人の内面で、出口直と王仁三郎の位置関係が変わったからである。
- 大地の母（『おほもと』誌に連載したものを加筆訂正して刊行、全12巻、1969年-1971年、毎日新聞社）
- 大地の母（上中下の3巻、1982年-1983年、いづとみづ）…中心軸を出口直から王仁三郎に変えて全面的に加筆訂正した愛蔵本。B5判、上製、箱入。
- 出口王仁三郎（全6巻、1985年-1988年、新評論）…さらに王仁三郎中心にして書き直したもの。題名を『出口王仁三郎』に変え、筆名も「十和田龍」に変えて発刊。出版社の都合で第6巻で中断した。
- 大地の母─実録出口王仁三郎伝（全12巻、1993年-1994年、あいぜん出版（後に、みいづ舎））…文庫本サイズ。新評論版を書き直して完結させた。

### それ以外の著作
- 智慧の墓（大本の機関誌『おほもと』に14回連載した小説）
- 凶徒（筆名・野上竜、1963年、第2回オール讀物推理小説新人賞受賞作品）
- オリオンの星 1（1978年、人類愛善新聞社）…出口和明・原作、正田ひとみ・作画のコミック
- 出口なお・王仁三郎の予言・確言（1978年、光書房）（復刻版、2005年、みいづ舎）
- 出口王仁三郎　入蒙秘話─出口清吉と王文泰（1985年、いづとみづ）（2005年、みいづ舎）
- 第三次大本事件の真相（1986年、自由国民社）
- 出口王仁三郎の神の活哲学（1986年、御茶の水書房）
- オニサブロー　─ウーピーの生涯　明治篇（筆名・十和田龍、1987年、新評論）
- 予言と神話─出口王仁三郎と霊界物語の謎（1991年、発行・いづとみづ、発売・八幡書店）…出口三平・窪田英治・谷前清子との共著（講演録を加筆修正したもの）
- スサノオの宇宙へ─出口王仁三郎の「霊界物語」を語る（1994年、あいぜん出版）
- スサノオと出口王仁三郎（1995年、八幡書店）（増補版、2012年、八幡書店）
- いり豆の花─大本開祖出口なおの生涯（1995年、八幡書店）
- 出口王仁三郎が語る霊界の最高機密（1995年、ロングセラーズ）
- 出口王仁三郎　奇蹟を起こす霊的秘密（出口和明・監修、1996年、ロングセラーズ）
- 出口王仁三郎が語る霊界の最高機密─最終メッセージ編（1999年、ロングセラーズ）